# 541132 Leleākūhonua

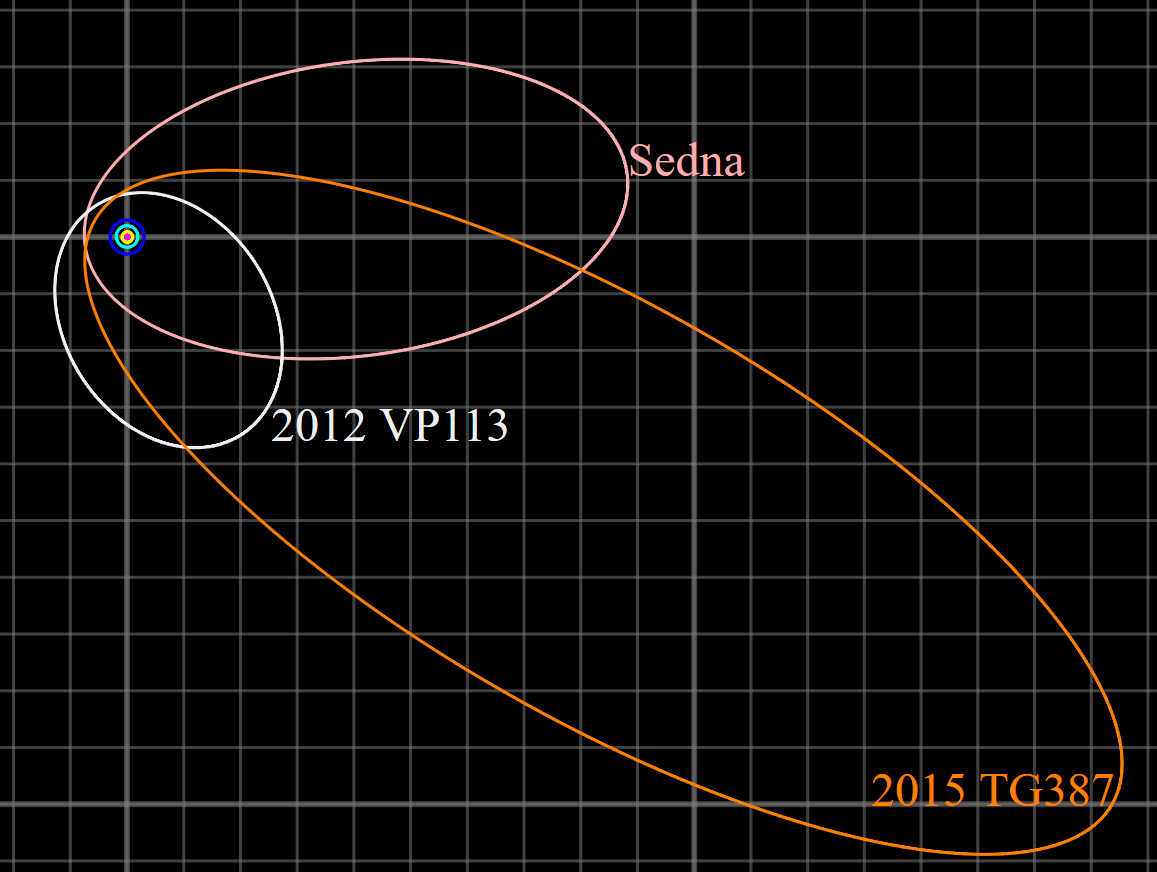
Quỹ đạo của 2015 TG387 so sánh với các sednoid khác.

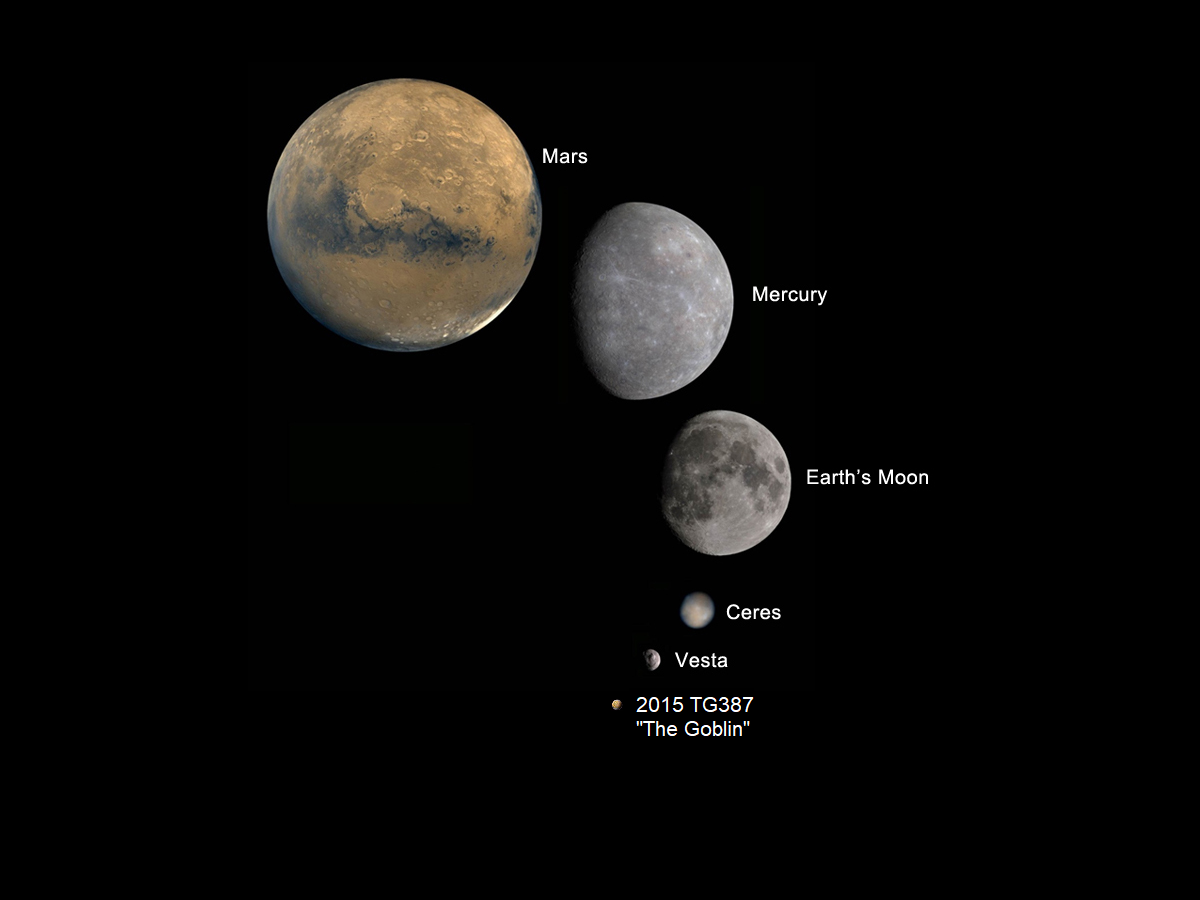
Kích thước của 2015 TG387 so sánh với một số thiên thể khác trong Hệ Mặt Trời, cùng với Hoả tinh, Thủy tinh, Mặt Trăng, Vesta và Ceres.

541132 Leleākūhonua (tên tạm thời 2015 TG387) là một thiên thể bên ngoài Sao Hải Vương và sednoid ở phần rìa ngoài của Hệ Mặt Trời với biệt danh là "The Goblin" trong Halloween vì thời gian khám phá gần lễ hội. Nó được quan sát lần đầu vào ngày 13 tháng 10 năm 2015 bởi các nhà thiên văn học tại Đài quan sát Mauna Kea, Hawaii. Hành tinh vi hình này là sednoid thứ ba được khám phá sau Sedna và 2012 VP113 ("Biden)". Nó có đường kính khoảng 350 km.

## Khám phá
2015 TG387 được khám phá vào ngày 13/10/2015 bởi các nhà khoa học David Tholen, Scott Sheppard và Chad Trujillo trong cuộc khảo sát thiên văn học của họ cho các vật thể bên ngoài vành đai Kuiper. Sự khám phá của sednoid này được công bố vào ngày 1 tháng 10 năm 2019. Các hành tinh vi hình mà cuộc khảo sát khám phá ra bao gồm 2012 VP113, 2014 SR349 và 2013 FT28.

## Quỹ đạo và thông tin cơ bản
2015 TG387 quay quanh Mặt Trời trong một khoảng cách từ 65 đến 2000 AU một lần duy nhất mỗi 32,000 năm (Trục bán chính khoảng 1010 AU). Nó có độ lệch tâm quỹ đạo là 0.94 và độ nghiêng là 12 độ. Nó thuộc nhóm các vật thể ngoài Hải Vương tinh định nghĩa bởi trục bán chính lớn của chúng. Và nó cũng là sednoid thứ ba được biết đến sự tồn tại của mình, sau Sedna và 2012 VP113.

## Xem thêm

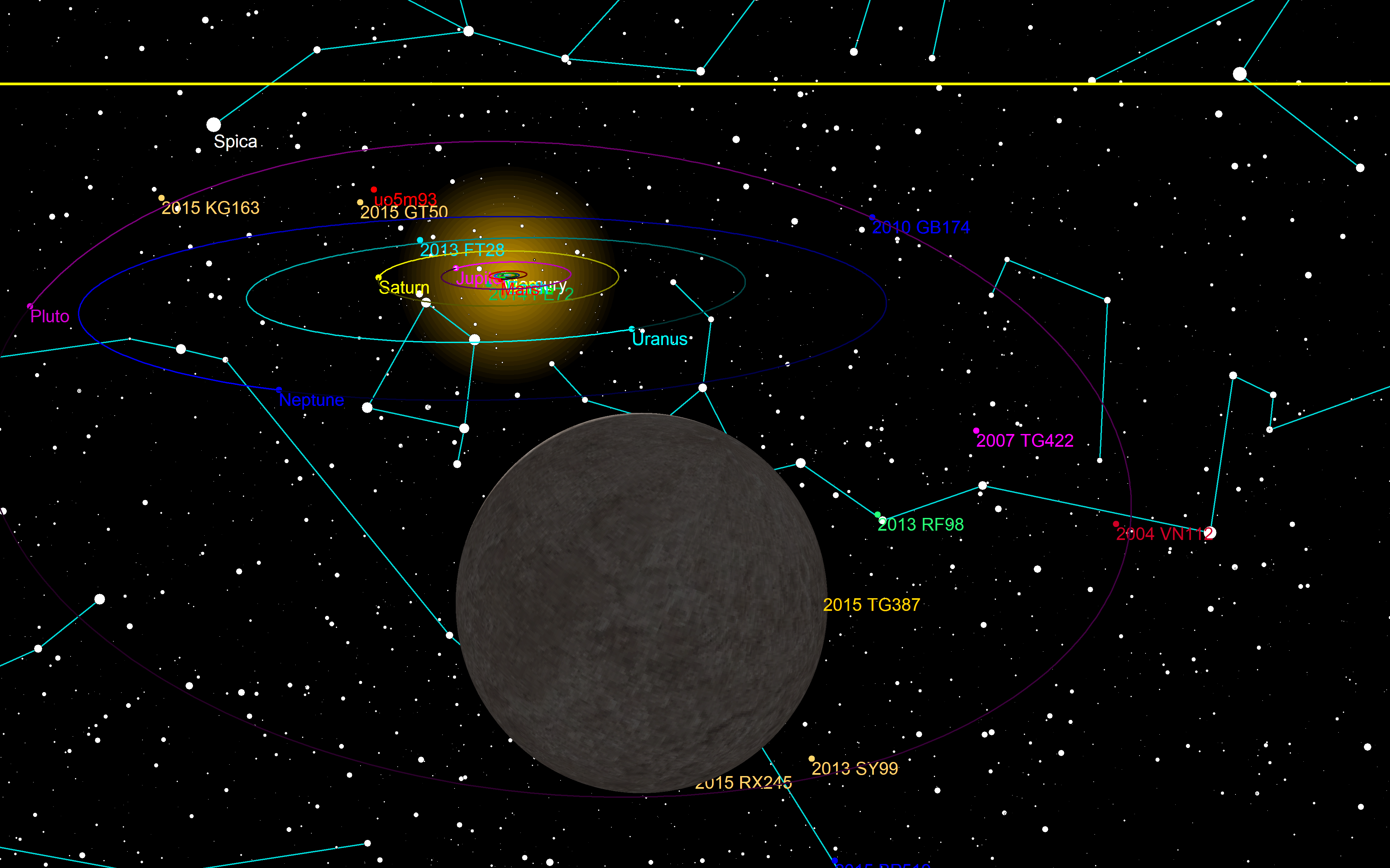
Hình vẽ mô phỏng cái nhìn về Mặt Trời từ trong đó có cả các thiên thể khác đã biết

## Đặc điểm vật lý
Kích thước của 2015 TG387 dựa vào anbedo (suất phản chiếu), nếu nó tối hơn thì nó sẽ là một thiên thể lớn hơn, còn suất phản chiếu lớn hơn thì ngược lại. Thiên thể mờ này có cấp sao biểu kiến là 24,64. Độ sáng của nó được so sánh với một vệ tinh tự nhiên nhỏ của Diêm vương tinh. Các nhà khám phá ước lượng sednoid này có đường kính khoảng 300 km, mang suất phản chiếu là 0.15, tài liệu của Johnston tính ra một đường kính là 386 km dựa vào suất phản chiếu là 0.09.